# 천의 정리
천의 정리(Chen's theorem, -定理) 또는 천씨 정리(중국어: 陈氏定理, 진씨 정리)는 수론의 정리로, 중국인 수학자 천징룬(陈景润, 진경윤, 1933년 - 1996년)이 1973년 증명한 두 정리를 말한다. 첫째는 골드바흐의 추측에 관한 정리, 둘째는 쌍둥이 소수 추측에 대한 정리로, 천징룬은 이 정리를 통해 두 문제의 연구에 지대한 공헌을 하였다.

## 공식화
이 정리는 다음과 같이 공식화할 수 있다.
- 임의의 충분히 큰 짝수는 두 소수의 합이나 한 소수와 한 반소수(semiprime, 두 소수의 곱)의 합으로 쓸 수 있다.

천이 이 정리를 처음으로 언급한 것은 1966년 논문에서였다. 보다 상세한 증명은 1973년 논문에서 이루어졌는데, 이 정리를 증명하기 위해 체 이론(Sieve theory, 대수학의 체론과는 다른 이론)을 사용하였다. 같은 논문에서 발표한 천의 두 번째 정리는 다음과 같다.
- 임의의 양의 짝수 h에 대하여 p+h도 소수이거나 반소수가 되는 무한히 많은 소수 p가 존재한다.

## 최근의 결과
중국의 차이잉춘(중국어: 蔡迎春, 병음: Cài Yíngchūn)은 2002년 천의 정리를 보다 확장한 다음과 같은 정리를 발표하였다.
- 어떤 자연수 N이 존재하여 N보다 큰 모든 짝수 n은 소수 혹은 반소수와 n0.95보다 크지 않은 소수의 합으로 쓸 수 있다.

## 참고 문헌
- Nathanson, Melvyn B. (1996). Additive Number Theory: the Classical Bases. Graduate Texts in Mathematics. 164. Springer-Verlag. ISBN 0-387-94656-X. Chapter 10.
- Wang, Yuan (1984). Goldbach conjecture. World Scientific. ISBN 9971-966-09-3.